# ۳۰ روز شب
۳۰ روز شب (به انگلیسی: 30 Days of Night)، عنوان فیلمی ترسناک به کارگردانی دیوید اسلید و تهیه‌کنندگی سام ریمی است که در سال ۲۰۰۷ اکران شد. در این فیلم جاش هارتنت و ملیسا جرج در نقش‌های اصلی ظاهر شده‌اند. این فیلم براساس یک داستان مصور به همین نام ساخته شده است.

## خلاصه داستان فیلم
شهر بارو در آلاسکا هر سال "۳۰ روز " در تاریکی فرو میرود، دوره ای در زمستان که در تاریکی به سر میبرد و روز نمی‌شود. پس از آماده شدن شهر برای یک ماه تاریکی، یک غریبه از یک کشتی بزرگ در ساحل وارد شهر می شود و ارتباطات و حمل و نقل شهر را با دنیای بیرون خراب می کند. کلانتر بارو، ابن اولسون میفهمد که همسر او، استلا، آخرین پرواز به دنیای بیرون را از دست داده و باید ۳۰ روز در این شهر مخوف بماند. در آن شب، گروهی از خون آشام ها ، به سرپرستی مارلو، به اکثر شهرها حمله کرده و مردم را به قتل می رسانند. استلا و چند بازمانده دیگر مجبور می‌شوند تا در یک خانه مسکونی با یک اتاق زیر شیروانی پنهان شوند و... .

## فیلمبرداری
فیلم در نیوزلند فیلمبرداری شده است و تقریباً نیمی از بازیگران استرالیایی هستند.  فیلم نیز در ۸۰ روز فیلمبرداری شده است.

## نقش ها
دخترکی نقش خون آشام دارد، دارای خال‌کوبی هایی بر روی بازوی خود است که در چند فریم قابل مشاهده است و نماد گروه موسیقی آلمانی "Einstürzende Neubauten" است. 

## تکنولوژی
بیشتر فیلمبرداری های شبانه، در طول روز با استفاده از فناوری روز و شب یا "Day For Night Technology" انجام شده است.

## گفتار
خون آشام ها با زبانی کاملاً اصلی صحبت می کنند.  این فیلم با کمک یک استاد زبانشناسی در دانشگاه نیوزیلند ساخته شده است.

## واقعیت
در شهر بارو (اکنون اوتقیاگویک)، خورشید به مدت تقریبی ۶۷ روز دیده می‌شود، نه ۳۰ روز.

## بودجه و فروش
برای ساخت این فیلم ۳۰ میلیون دلار هزینه شد و در گیشه بیش از ۱۰۲ میلیون دلار فروش کرد.